# Lo Tinhet
Lo Tinhet (en francès Le Tignet) és un municipi francès situat al departament dels Alps Marítims i a la regió de Provença – Alps – Costa Blava.

## Demografia
| 1962                                       | 1968 | 1975 | 1982  | 1990  | 1999  | 2006  |
| ------------------------------------------ | ---- | ---- | ----- | ----- | ----- | ----- |
| 267                                        | 397  | 643  | 1.123 | 1.945 | 2.763 | 3.024 |
| Des de 1962: població sense dobles comptes |      |      |       |       |       |       |

## Administració
| Període   | Identitat                | Partit        |
| --------- | ------------------------ | ------------- |
| 2001-2008 | René Debruyne            | Divers droite |
| 2008-     | Dominique-Jacques Bégard |               |